# Seria GP2 – Istanbul 2010
Runda GP2 na torze Istanbul Park – trzecia runda mistrzostw serii GP2 w sezonie 2010.

## Wyniki

### Sesja treningowa
| Nr | Kierowca         | Konstruktor          | Czas     | Okr. |
| -- | ---------------- | -------------------- | -------- | ---- |
| 10 | Davide Valsecchi | iSport International | 1:36,021 | 14   |

### Kwalifikacje
Źródło: Autosport
| Poz. | Nr | Kierowca            | Konstruktor             | Czas     | Poz. s. |
| ---- | -- | ------------------- | ----------------------- | -------- | ------- |
| 1    | 10 | Davide Valsecchi    | iSport International    | 1:34,860 | 1       |
| 2    | 15 | Pastor Maldonado    | Rapax Team              | 1:34,875 | 2       |
| 3    | 9  | Oliver Turvey       | iSport International    | 1:35,135 | 3       |
| 4    | 4  | Sergio Pérez        | Barwa Addax Team        | 1:35,194 | 4       |
| 5    | 2  | Sam Bird            | ART Grand Prix          | 1:35,267 | 5       |
| 6    | 3  | Giedo van der Garde | Barwa Addax Team        | 1:35,348 | 6       |
| 7    | 7  | Dani Clos           | Racing Engineering      | 1:35,364 | 7       |
| 8    | 16 | Charles Pic         | Arden International     | 1:35,411 | 8       |
| 9    | 20 | Alberto Valerio     | Scuderia Coloni         | 1:35,527 | 9       |
| 10   | 14 | Luiz Razia          | Rapax Team              | 1:35,527 | 10      |
| 11   | 8  | Christian Vietoris  | Racing Engineering      | 1:35,664 | 11      |
| 12   | 1  | Jules Bianchi       | ART Grand Prix          | 1:35,676 | 12      |
| 13   | 27 | Giacomo Ricci       | David Price Racing      | 1:35,842 | 13      |
| 14   | 25 | Michael Herck       | David Price Racing      | 1:35,842 | 14      |
| 15   | 18 | Max Chilton         | Ocean Racing Technology | 1:35,842 | 15      |
| 16   | 11 | Jérôme d’Ambrosio   | DAMS                    | 1:35,926 | 16      |
| 17   | 5  | Josef Král          | Super Nova Racing       | 1:35,955 | 17      |
| 18   | 24 | Adrian Zaugg        | Trident Racing          | 1:35,957 | 18      |
| 19   | 6  | Marcus Ericsson     | Super Nova Racing       | 1:35,973 | 19      |
| 20   | 22 | Johnny Cecotto Jr.  | Trident Racing          | 1:36,047 | 20      |
| 21   | 19 | Fabio Leimer        | Ocean Racing Technology | 1:36,167 | 21      |
| 22   | 21 | Władimir Arabadżiew | Scuderia Coloni         | 1:36,628 | 22      |
| 23   | 17 | Rodolfo González    | Arden International     | 1:36,628 | 24      |
| 24   | 12 | Ho-Pin Tung         | DAMS                    | 1:36,663 | 23      |
| Poz. | Nr | Kierowca            | Konstruktor             | Czas     | Poz. s. |

## Wyniki

### Główny wyścig

#### Wyścig
Źródło: Wyprzedź Mnie!
| P                 | + / – | Nr | Kierowca            | Konstruktor             | Okr. | Czas / Strata | Komentarz |
| ----------------- | ----- | -- | ------------------- | ----------------------- | ---- | ------------- | --------- |
| 1                 | 1     | 15 | Pastor Maldonado    | Rapax Team              | 32   | 52:33,219     |           |
| 2                 | 1     | 10 | Davide Valsecchi    | iSport International    | 32   | +0:19,531     |           |
| 3                 | 2     | 2  | Sam Bird            | ART Grand Prix          | 32   | +0:23,327     |           |
| 4                 | 2     | 3  | Giedo van der Garde | Barwa Addax Team        | 32   | +0:26,129     |           |
| 5                 | 5     | 14 | Luiz Razia          | Rapax Team              | 32   | +0:26,746     |           |
| 6                 | 8     | 25 | Michael Herck       | David Price Racing      | 32   | +0:30,444     |           |
| 7                 | 4     | 8  | Christian Vietoris  | Racing Engineering      | 32   | +0:36,719     |           |
| 8                 | 1     | 7  | Dani Clos           | Racing Engineering      | 32   | +0:41,469     |           |
| 9                 | 6     | 18 | Max Chilton         | Ocean Racing Technology | 32   | +0:48,582     |           |
| 10                | 6     | 11 | Jérôme d’Ambrosio   | DAMS                    | 32   | +0:49,848     |           |
| 11                | 12    | 12 | Ho-Pin Tung         | DAMS                    | 32   | +0:50,315     |           |
| 12                | 8     | 22 | Johnny Cecotto Jr.  | Trident Racing          | 32   | +0:55,996     |           |
| 13                | 8     | 19 | Fabio Leimer        | Ocean Racing Technology | 32   | +1:06,801     |           |
| 14                | 11    | 9  | Oliver Turvey       | iSport International    | 32   | +1:08,392     |           |
| 15                | 2     | 5  | Josef Král          | Super Nova Racing       | 32   | +1:22,464     |           |
| 16                | 8     | 17 | Rodolfo González    | Arden International     | 32   | +1:23,789     |           |
| 17                | 8     | 20 | Alberto Valerio     | Scuderia Coloni         | 29   | +3 okr.       |           |
| Niesklasyfikowani |       |    |                     |                         |      |               |           |
|                   |       | 21 | Władimir Arabadżiew | Scuderia Coloni         | 27   |               |           |
|                   |       | 24 | Adrian Zaugg        | Trident Racing          | 27   |               |           |
|                   |       | 27 | Giacomo Ricci       | David Price Racing      | 25   |               |           |
|                   |       | 6  | Marcus Ericsson     | Super Nova Racing       | 11   |               |           |
|                   |       | 16 | Charles Pic         | Arden International     | 1    |               |           |
|                   |       | 1  | Jules Bianchi       | ART Grand Prix          | 1    |               |           |
| Zdyskwalifikowani |       |    |                     |                         |      |               |           |
|                   |       | 4  | Sergio Pérez        | Barwa Addax Team        | 32   | 52:59,172     | [ 4 ]     |
| P                 | + / – | Nr | Kierowca            | Konstruktor             | Okr. | Czas / Strata | Komentarz |

#### Najszybsze okrążenie
| Nr | Kierowca         | Konstruktor | Czas     | Okr. |
| -- | ---------------- | ----------- | -------- | ---- |
| 15 | Pastor Maldonado | Rapax Team  | 1:37,010 | 15   |

### Sprint

#### Wyścig
Źródło: Wyprzedź Mnie!
| P                                                     | + / –     | Nr | Kierowca            | Konstruktor             | Okr. | Czas / Strata | Komentarz |
| ----------------------------------------------------- | --------- | -- | ------------------- | ----------------------- | ---- | ------------- | --------- |
| 1                                                     | 7         | 7  | Dani Clos           | Racing Engineering      | 23   | 37:25,211     |           |
| 2                                                     | Bez zmian | 14 | Luiz Razia          | Rapax Team              | 23   | +0:08,870     |           |
| 3                                                     | Bez zmian | 3  | Giedo van der Garde | Barwa Addax Team        | 23   | +0:12,996     |           |
| 4                                                     | 1         | 10 | Davide Valsecchi    | iSport International    | 23   | +0:13,479     |           |
| 5                                                     | 4         | 25 | Michael Herck       | David Price Racing      | 23   | +0:14,503     |           |
| 6                                                     | Bez zmian | 15 | Pastor Maldonado    | Rapax Team              | 23   | +0:19,118     |           |
| 7                                                     | 17        | 4  | Sergio Pérez        | Barwa Addax Team        | 23   | +0:20,080     |           |
| 8                                                     | 2         | 11 | Jérôme d’Ambrosio   | DAMS                    | 23   | +0:20,488     |           |
| 9                                                     | 2         | 12 | Ho-Pin Tung         | DAMS                    | 23   | +0:23,868     |           |
| 10                                                    | 6         | 2  | Sam Bird            | ART Grand Prix          | 23   | +0:29,560     |           |
| 11                                                    | 2         | 18 | Max Chilton         | Ocean Racing Technology | 23   | +0:31,666     |           |
| 12                                                    | Bez zmian | 22 | Johnny Cecotto Jr.  | Trident Racing          | 23   | +0:36,159     |           |
| 13                                                    | 10        | 1  | Jules Bianchi       | ART Grand Prix          | 23   | +0:40,549     |           |
| 14                                                    | 1         | 5  | Josef Král          | Super Nova Racing       | 23   | +0:40,525     |           |
| 15                                                    | 2         | 19 | Fabio Leimer        | Ocean Racing Technology | 23   | +0:48,444     |           |
| 16                                                    | Bez zmian | 17 | Rodolfo González    | Arden International     | 23   | +0:48,682     |           |
| 17                                                    | 3         | 27 | Giacomo Ricci       | David Price Racing      | 23   | +0:49,061     |           |
| 18                                                    | 4         | 9  | Oliver Turvey       | iSport International    | 22   | +1 okr        |           |
| 19                                                    | 2         | 20 | Alberto Valerio     | Scuderia Coloni         | 21   | +2 okr        |           |
| Niesklasyfikowani                                     |           |    |                     |                         |      |               |           |
|                                                       |           | 24 | Adrian Zaugg        | Trident Racing          | 17   |               |           |
|                                                       |           | 8  | Christian Vietoris  | Racing Engineering      | 9    |               |           |
|                                                       |           | 6  | Marcus Ericsson     | Super Nova Racing       | 5    |               | [ 6 ]     |
|                                                       |           | 21 | Władimir Arabadżiew | Scuderia Coloni         | 3    |               |           |
| Nie wystartowali / niedopuszczeni do ponownego startu |           |    |                     |                         |      |               |           |
|                                                       |           | 16 | Charles Pic         | Arden International     |      |               |           |
| P                                                     | + / –     | Nr | Kierowca            | Konstruktor             | Okr. | Czas / Strata | Komentarz |

#### Najszybsze okrążenie
| Nr | Kierowca      | Konstruktor          | Czas     | Okr. |
| -- | ------------- | -------------------- | -------- | ---- |
| 9  | Oliver Turvey | iSport International | 1:36,770 | 3    |

#### Premia za najszybsze okrążenie w TOP 10
| Nr | Kierowca  | Konstruktor        | Czas     | Okr. |
| -- | --------- | ------------------ | -------- | ---- |
| 7  | Dani Clos | Racing Engineering | 1:37,012 | 3    |

## Lista startowa
| Team                          | Nr | Kierowca            |
| ----------------------------- | -- | ------------------- |
| ART Grand Prix                | 1  | Jules Bianchi       |
| ART Grand Prix                | 2  | Sam Bird            |
| Barwa Addax Team              | 3  | Giedo van der Garde |
| Barwa Addax Team              | 4  | Sergio Pérez        |
| Super Nova Racing             | 5  | Josef Král          |
| Super Nova Racing             | 6  | Marcus Ericsson     |
| Fat Burner Racing Engineering | 7  | Dani Clos           |
| Fat Burner Racing Engineering | 8  | Christian Vietoris  |
| iSport International          | 9  | Oliver Turvey       |
| iSport International          | 10 | Davide Valsecchi    |
| Renault F1 Junior Team        | 11 | Jérôme d’Ambrosio   |
| Renault F1 Junior Team        | 12 | Ho-Pin Tung         |
| Rapax Team                    | 14 | Luiz Razia          |
| Rapax Team                    | 15 | Pastor Maldonado    |
| Arden International           | 16 | Charles Pic         |
| Arden International           | 17 | Rodolfo González    |
| Ocean Racing Technology       | 18 | Max Chilton         |
| Ocean Racing Technology       | 19 | Fabio Leimer        |
| PPR.com Scuderia Coloni       | 20 | Alberto Valerio     |
| PPR.com Scuderia Coloni       | 21 | Władimir Arabadżiew |
| Trident Racing                | 22 | Johnny Cecotto Jr.  |
| Trident Racing                | 24 | Adrian Zaugg        |
| David Price Racing            | 25 | Michael Herck       |
| David Price Racing            | 27 | Giacomo Ricci       |